# Йоганн Геце
Йоганн Огаст Ефраїм Геце (нім. Johann August Ephraim Goeze; 28 травня 1731 року, Ашерслебен — 27 червня 1793 року, Кведлінбург) — німецький пастор і зоолог.

## Біографія
Геце вивчав теологію в Університеті Галле з 1747 по 1751 рік. Після відмінного іспиту став проповідником лікарні у віці 24 років. З 1755 року — богослов у Кведлінбурзі, з 1762 року — пастор у церкві св. Бласія в цьому місті. У 1786 році став придворним дияконом при колегіальній церкві, на посаді, яка несла меншу кількість душпастирських обов'язків.
Він був ревним богословом, жив у своєму кабінеті та опікав дітей свого свояка, який рано помер, через що він сам одружився лише у сорок років. На початку 1770-х років він став випадково володарем композитної лупи, отриманої від лейпцизького оптичних справ майстра Гофмана. Чудові знахідки, зроблені за її допомогою, спонукали його до природничих досліджень.
У 1772 році він відкрив тип двобічно-симетричних тварин Тихоходи. Першими його природознавчими працями стали «Ентомологічні внески до 12-го видання Ліннеївської природної системи», які вийшли у 4-х томах у 1777—1783 роках. У своїй праці 1782 року, що стосується природної історії кишкових гельмінтів, він описав сколекси в їхніх зародках і був першим зоологом, який порівняв їх із «головами» дорослих цестод. Зробивши таке, він заклав один із наріжних каменів для знань, отриманих десятиліттями пізніше іншими дослідниками, про те, що ціп'яки проходять цикл розвитку зі зміною хазяїна і що деякі утворення в органах тварин і людини спричинюють стрічкові черві, ехінококи. Його робота 1784 року «Останні відкриття, що у фінів у свинини немає залозистої хвороби, і про справжніх гельмінтів сечового міхура» мала також серйозне значення для гельмінтології.
Прізвище Геце друкувалося часто як «Götze» (Гетце) на деяких творах, і тому його часто цитують саме так. Старанність, з якою він присвятив себе природничій історії, демонструють переклади важливих французьких та інших зарубіжних праць, які майже щороку з'являлися з 1773 року. У 1773—1774 роках опублікував переклади трактатів Бонне з історії комах, в 1775 році — роздуми Бонне про організовані тіла, того ж року — переклад робіт Тремблі про поліпи, а в 1776 році — роботи Ферміна про Сурінамську жабу, в 1778 році — Лістера про павуків, а в 1782 році — 1-й том невеликих творів із природної історії О. Ф. Мюллера.
У 1785—88 роках він опублікував «Корисні союзники з природи та спільного життя» у 6 томах, потім 6 томів у 1789—94 роках під назвою «Природа, людське життя та провидіння». У 1791–93 роках опублікував перші три томи «Європейської фауни» (ссавці).
Том пристрасних проповідей, опублікований у 1785 році, та есе «Пропозиції щодо вдосконалення публічного культу», опубліковане в 1786 році, доводять, що він не залишав теологію під час інтенсивної діяльності в галузі природознавства.
Був спостережливим науковцем. У тексті «Про єдинорога, знайденого поблизу Кведлінбурга» (Кведлінбург 1786), він поставив цікаве питання, оскільки печерні знахідки тварин з тропіків виключають потрапляння туди через повені, «приблизно тисячі років тому клімат тут був африканським. Факти є очевидними, як Біблія не є фізикою».
Пізніше сил для завершення власних розслідувань занепали, він не опублікував важливий «Додаток до природної історії кишкових глистів», тоді як перекладацька та популяризаційна діяльність стала більш помітною. Він все більше ставав благодійником-просвітителем, борцем проти забобонів, але також продемонстрував себе вмілим демонстратором простих експериментів. 
Колекцію Геце, список якої він опублікував у 1791 році, імператор Йосиф II придбав для університету в Павії.
У Кведлінбурзі є вулиця Гецештрасе, що названа на його честь.